# Ма Фулу
Ма Фулу (马福禄; 1854 — 13 августа 1900) — китайский военачальник-мусульманин позднего периода династии Цин.

## Биография
Родился в 1854 году в уезде Линься, провинция Ганьсу, Китай. Сын генерала Ма Цяньлина (1826—1910). Братья — Ма Фуцай, Ма Фушоу и Ма Фусян.
В 1880 году Ма Фулу отправился в Пекин, чтобы сдать высшие военные экзамены, когда у него была аудиенция перед императором. Он случайно совершил оплошность, поскольку не знал надлежащего дворцового этикета, и впоследствии служил охранником императора, чтобы компенсировать этот инцидент.
Он учился в зале боевых искусств и военном училище. В 1895 году Ма Фулу служил под командованием генерала Дун Фусяна, возглавив лояльных китайских мусульман, чтобы подавить восстание мусульман-повстанцев в ходе Дунганского восстания (1895—1896). Его лояльные мусульманские войска убили и обезглавили восставших мусульман, а его командиры получили головы повстанцев от Ма. В 1897 году Ма Фулу была присвоена военная степень цзиньши.
Ма вместе со своим братом Ма Фусяном и несколькими двоюродными братьями был переведен в качестве офицеров под командованием генерала Дун Фусяна в Пекин в 1898 году, чтобы положить конец реформаторскому движению. Во время Боксерского восстания мусульманские войска стали известны как «Отважные Кансу» и сражались против Альянса восьми держав. Ма Фулу и Ма Фусян оба участвовали в засаде и отбрасывании сил Альянса в битве при Ланфане во время экспедиции Сеймура, возглавляя силы мусульман Хуэй, Дунсян и Баоань, чтобы отбросить Альянс обратно в Тяньцзинь, и лично возглавляли кавалерийскую атаку. рубя вражеские войска своим мечом. Ма Фулу и четверо его двоюродных братьев были убиты в бою во время битвы с иностранцами в Пекине в 1900 году во время кровопролитной битвы у ворот Чжэнъян. Его двоюродные братья по отцовской линии Ма Фугуй 馬福貴, Ма Фуцюань 馬福全 и его племянники по отцовской линии Ма Яоту 馬耀圖 и Ма Чжаоту 馬兆圖 погибли в битве. 100 его товарищей-солдат хуэй и дунсян из его родной деревни были убиты в бою у ворот Чжэнъян во время осады Пекина. Он командовал бригадой, после его смерти его пост занял его брат Ма Фусян. Ма Фусян унаследовал армию своего брата Ма Фулу.
У него был сын Ма Хунбинь, который позже стал генералом, командующим 84-м армейским корпусом.
Ма Фусин, хуэй, сыгравший важную роль в истории Синьцзяна, служил под началом Ма Фулу во время Боксерского восстания.
Во время Второй китайско-японской войны, когда японцы попросили мусульманского генерала Ма Хункуя дезертировать и стать главой мусульманского марионеточного государства под властью японцев, Ма ответил через Чжоу Байхуана, секретаря Националистической партии Нинся, чтобы напомнить японскому военному руководителю сотрудников Итагаки Сейширо, что многие из его родственников сражались и погибли в боях против сил Альянса восьми наций во время битвы за Пекин, включая его дядю Ма Фулу, и что японские войска составляли большую часть сил Альянса, поэтому сотрудничества с японцами не будет.
Первоначально похороненный на кладбище Хуэй в Пекине, в 1995 году останки Ма Фулу были перенесены его потомками в Янчжушань в уезде Линься.